# Teresa (film 1987)
Teresa è un film del 1987 diretto da Dino Risi.
La colonna sonora annovera brani di Lucio Dalla, Gianni Morandi, Orietta Berti e Raoul Casadei.

## Trama
Romagna. Teresa, una donna bella, procace e volitiva, rimane vedova. Per esercitare in proprio la sua attività di camionista a bordo di uno Scania 142, è costretta a saldare un debito di 80 milioni di lire, che suo marito, prima di morire, aveva contratto con Nabucco, un ricco imprenditore locale. Quest'ultimo, innamorato di lei, le intima che se entro il Ferragosto dell'anno successivo non riuscirà ad estinguere il debito, dovrà sposarlo. Teresa, che non ricambia questo sentimento, inizia a lavorare molto duramente (con alterne fortune), trasportando personalmente merci dalla Germania alla Sicilia e cercando di sviare la corte degli spasimanti che incontra di volta in volta (tra gli altri: un improbabile barone tedesco e un macchiettistico boss della mafia siciliana). In questa serie di bagarre trova il tempo di innamorarsi del giovane Gino, suo secondo conducente, romagnolo verace come lei e dal carattere difficile, alla guida di un Iveco Turbostar.